# Renaudiana guttata
Renaudiana guttata är en skalbaggsart som beskrevs av Marc Lacroix 1993. Renaudiana guttata ingår i släktet Renaudiana och familjen Melolonthidae. Inga underarter finns listade i Catalogue of Life.